# شريك (اسم)
شريك هو اسم علم مذكر من أصل عربي، ومعناه هو المشارك غيره في عمل. والله تعالى: لا شريك له أي لا يشارك في ملكه ولا ذاته ولا صفاته.

## شخصيات تحمل الاسم
- شريك المهري
- شريك بن حدير التغلبي
- شريك بن عبد الله النخعي (713 – )
- شريك بن عبد الله بن أبي نمر (تابعي، وأحد رواة الحديث النبوي، من أهل المدينة المنورة، – 761)

## وصلات خارجية
- موسوعة السلطان قابوس لأسماء العرب نسخة محفوظة 5 أبريل 2019 على موقع واي باك مشين.